# Amazing Things
Amazing Things es el cuarto álbum de estudio de la banda británica de rock alternativo Don Broco. Fue lanzado el 22 de octubre de 2021 a través de SharpTone Records. Aunque originalmente estaba previsto para el 17 de septiembre de 2021, los retrasos en la edición en vinilo debido a la pandemia de COVID-19 obligaron a la banda a reprogramar la fecha de lanzamiento.

## Lista de canciones
| N.º | Título                            | Duración |  |
| 1.  | «Gumshield»                       | 3:37     |  |
| 2.  | «Manchester Super Reds No.1 Fan»  | 3:37     |  |
| 3.  | «Swimwear Season»                 | 4:38     |  |
| 4.  | «Endorphins»                      | 3:54     |  |
| 5.  | «One True Prince»                 | 3:58     |  |
| 6.  | «Anaheim»                         | 4:30     |  |
| 7.  | «Uber»                            | 3:31     |  |
| 8.  | «How Are You Done with Existing?» | 4:31     |  |
| 9.  | «Bruce Willis»                    | 3:16     |  |
| 10. | «Revenge Body»                    | 3:46     |  |
| 11. | «Bad 4 Ur Health»                 | 4:20     |  |
| 12. | «Easter Sunday»                   | 3:06     |  |

| Bonus track | |          |  |
| N.º         | Título | Duración |  |
| 13.         | «Action» (con Takahiro Moriuchi de One Ok Rock, Tyler Carter, Caleb Shomo de Beartooth y Tilian de Dance Gavin Dance) | 3:57     |  |
| 14.         | «Half Man Half God»                                                                                                   | 3:10     |  |

## Posicionamiento en lista
| Lista (2021–2022)                    | Posición |
| ------------------------------------ | -------- |
| Escocia (Scottish Albums Chart)      | 3        |
| Reino Unido (UK Albums Chart)        | 1        |
| Reino Unido (UK Independent Albums)  | 1        |
| Reino Unido (UK Rock & Metal Albums) | 1        |

## Personal
Don Broco
- Rob Damiani - voz principal, sintetizadores
- Simon Delaney - guitarra, coros
- Tom Doyle - bajo, coros
- Matt Donnelly - batería, coros